# Que sais-je ?
Pour les articles homonymes, voir QSJ.
« Que sais-je ? » est une collection de l'édition française, fondée en 1941 par Paul Angoulvent et publiée par les Presses universitaires de France.
Elle rassemble des ouvrages didactiques exposant l'essentiel d'un sujet particulier dans un format court. Depuis décembre 2016, elle est une marque du groupe d'édition Humensis, né de la réunion des maisons d’éditions Belin et Presses universitaires de France.

## Présentation
Traduite en 45 langues et diffusée à plusieurs centaines de millions d'exemplaires, cette collection est riche d'un catalogue de près de 1 000 références régulièrement rééditées et mises à jour, conçues pour les étudiants et pour le grand public par des spécialistes de chaque discipline. La collection « Que sais-je ? » vise à « mett[re] à la portée de tous le savoir des meilleurs spécialistes et les analyses des penseurs qui comptent ».
Retirés du catalogue lorsque leur contenu est obsolète, ces livres de vulgarisation — plus de 4 000 titres depuis la création, alors que Paul Angoulvent n'en prévoyait initialement pas plus de 100 — constituent une vaste encyclopédie touchant tous les domaines de la connaissance universitaire ou de la culture populaire. Collection au format de poche, elle se distingue par sa présentation formatée (128 pages) ; chaque volume est vendu 10 € (mai 2023). Le logo représente une boussole et une étoile figurant l'étoile polaire[réf. nécessaire].

## Historique
Le nom de la collection s'inspire de la devise de Montaigne, que celui-ci emprunte, dans le droit fil de la réflexion humaniste de la Renaissance, à Sextus Empiricus et qui traduit la modestie du savoir humain face à l'étendue infinie de l'objet du savoir.

### À l'origine: une pénurie de papier
En 1941, sous l’occupation, Paul Angoulvent (1899-1976), ancien conservateur au musée du Louvre formé à HEC, a l'idée, pour pallier la restriction de papier, d'une collection dont chaque volume serait réalisé à partir d’une seule feuille de 1,20 m sur 1,60 m, imposée en deux temps. La feuille serait ensuite pliée six fois pour obtenir 4 cahiers de 32 pages et un total de 128 pages au format précis de 17,5 cm de haut et 11,5 cm de large. « Que sais-je ? » est né,.
La fabrication est économique. Les couvertures, qui ont toutes le même dos, sont imprimées à la chaîne. Les auteurs sont astreints à un nombre défini de pages, mais rapidement, certains numéros sont imprimés en 8 cahiers de 16 pages, ce qui permet d'ajouter discrètement un cahier supplémentaire (le no 47, Les grandes philosophies, compte déjà 136 pages).
À vrai dire, des collections du même modèle (mais dans un autre esprit) avaient existé auparavant, comme Science et Religion, fondée par Benoît Bloud et son fils Edmond, qui compta plus de 700 numéros entre 1897 et 1914.

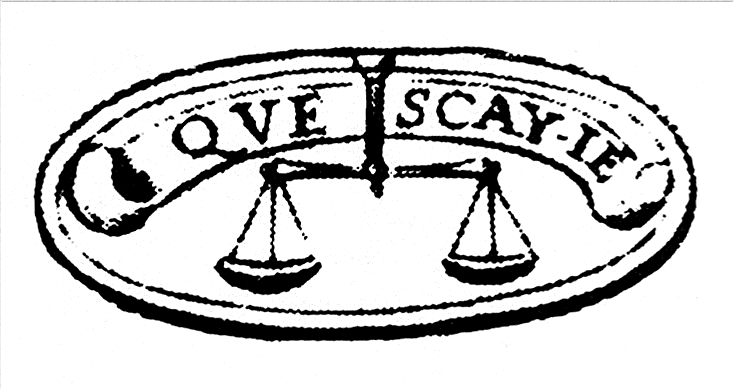
La médaille de Montaigne, où est inscrite la devise : « Que sçay-ie ? »

Paul Angoulvent a souhaité une collection dont les volumes soient maniables et peu chers (12 F de 1941). Mais l'innovation n'est pas que technique et commerciale, elle est aussi éditoriale : chaque volume est envisagé comme un long article d’une encyclopédie totale imaginaire. Le lecteur est libre de se constituer la sienne en fonction de ses goûts, de sa curiosité, de ses besoins. Cette grande souplesse permet à la politique éditoriale de suivre de près les sujets d’actualité et les préoccupations du temps tout en proposant des rééditions le plus à jour possible.
Douze ans avant l'invention du livre de poche, Paul Angoulvent a pressenti que les éditeurs devaient s'adapter à un grand public de plus en plus soucieux de s’informer par lui-même et que le nombre d’étudiants n’allait bientôt plus cesser de croître. Alors que les Presses universitaires de France (PUF) connaissent des difficultés financières depuis 1934, il s'agit également pour la maison d'édition de vendre plus de livres, mais sans abaisser la qualité du propos.

### Développement de la collection
Les trois premiers titres sortent de l'imprimerie des PUF de Vendôme et sont tirés à 5 000 exemplaires chacun.
C'est un succès : 200 000 exemplaires couvrant 56 titres sont vendus la première année.
Si le numéro 10, de Henri Denis, est consacré à la corporation, publication pour le moins opportuniste dans le cadre de la révolution nationale du régime de Vichy, en février 1944 Maurice Duverger y écrit Les Constitutions de la France (numéro 162), où il remet en cause la constitutionnalité du régime de Vichy, gouvernement de fait et non de droit. La Milice saisit tous les exemplaires encore en stock.
Durant les Trente Glorieuses, caractérisées par un bouillonnement intellectuel, la collection réalise de nombreuses ventes, un million chaque année, au point de représenter le quart du chiffre d'affaires des PUF dans les années 1970. À titre d'exemple, Le Marxisme d'Henri Lefebvre (1948) s'écoule à 326 000 exemplaires et La Psychanalyse de Daniel Lagache (1950) à 305 000 exemplaires. Le Répertoire bibliographique précise (en 1997) que la collection est « traduite en 40 langues et diffusée à plus de 160 millions d'exemplaires ».
Certains concurrents s'inspirent même de la recette, proposant de petits ouvrages du même nombre de pages, ainsi les collections « Repères » chez La Découverte (depuis 1983), « Découvertes » chez Gallimard (depuis 1986) et « Dominos » chez Flammarion (1993-2002).
Cependant, après avoir épuisé les thèmes généraux, les « Que sais-je ? » commencent à s'intéresser à des sujets de plus en plus spécialisés (par exemple Le Laser en dermatologie et esthétique, Le Sperme ou L'Affacturage), ce qui conduit à éloigner la collection du grand public et à une baisse des ventes à la fin du siècle. Finalement, la collection se déleste des deux tiers de son catalogue pour se concentrer sur 700 titres.

### Politique d'auteurs de référence

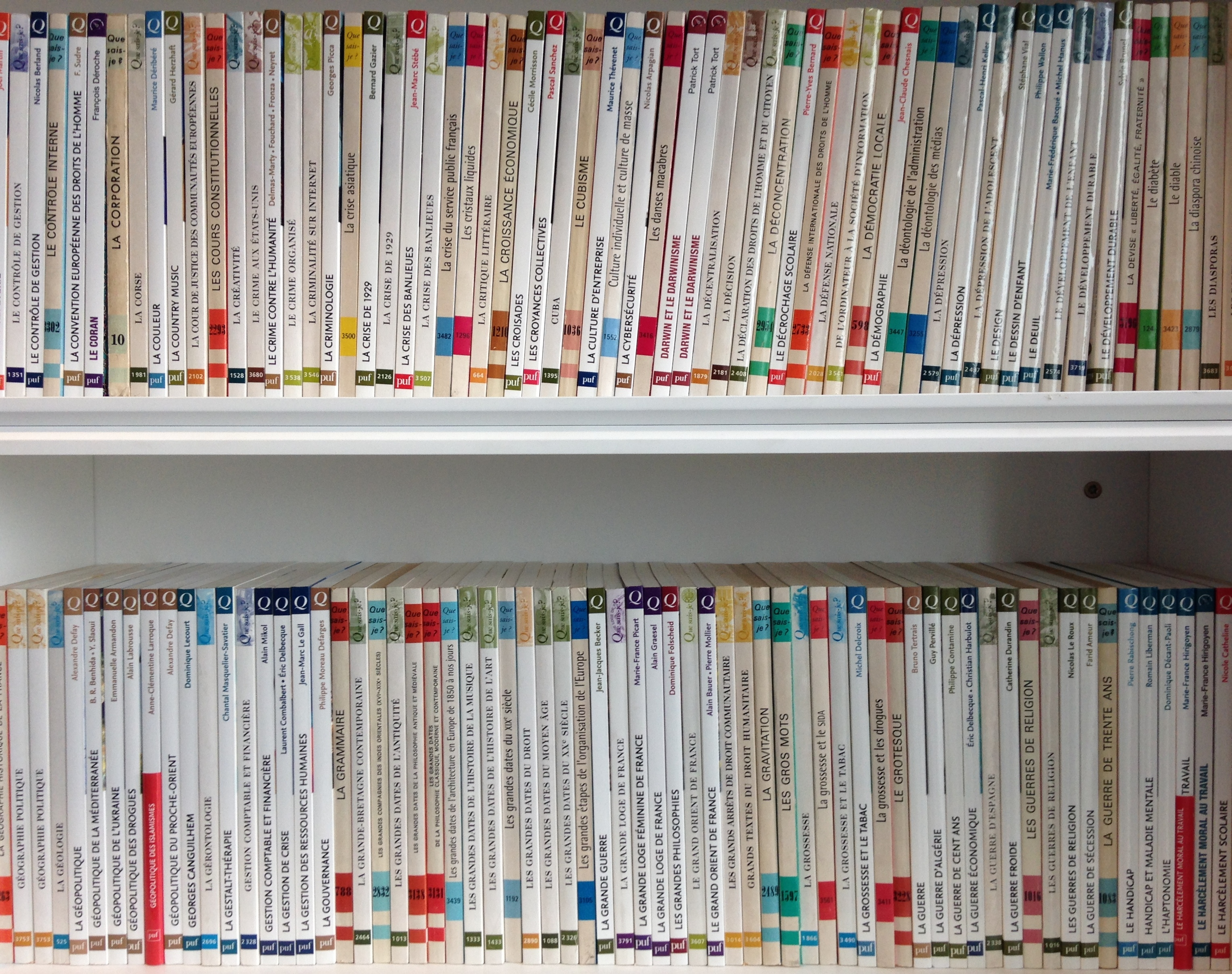
Les titres de la série suivent le même format.

En plus de 75 ans d'existence, le catalogue a été le reflet des grands courants de la pensée française contemporaine et a accueilli aussi bien des représentants du personnalisme (Emmanuel Mounier, Jean-Marie Domenach) que des historiens de l'École des Annales (Jacques Le Goff, Emmanuel Le Roy Ladurie, Maurice Agulhon) ou encore des marxistes (Henri Lefebvre, Albert Soboul).
En 1958, Pierre Bourdieu y publie son premier livre, Sociologie de l'Algérie. En 1961, la Sociologie du droit d'Henri Lévy-Bruhl contribue à faire connaître cette discipline en France.
Alfred Sauvy, Jean Fourastié, Jean Delay, René Taton, René Rémond, Jean Piaget, Jacques Soustelle, Régine Pernoud, Pierre Bourdieu, Jacqueline de Romilly, Thomas Guénolé, entre autres intellectuels, ont également écrit des « Que sais-je ? »

## La collection aujourd'hui

### Évolution des couvertures

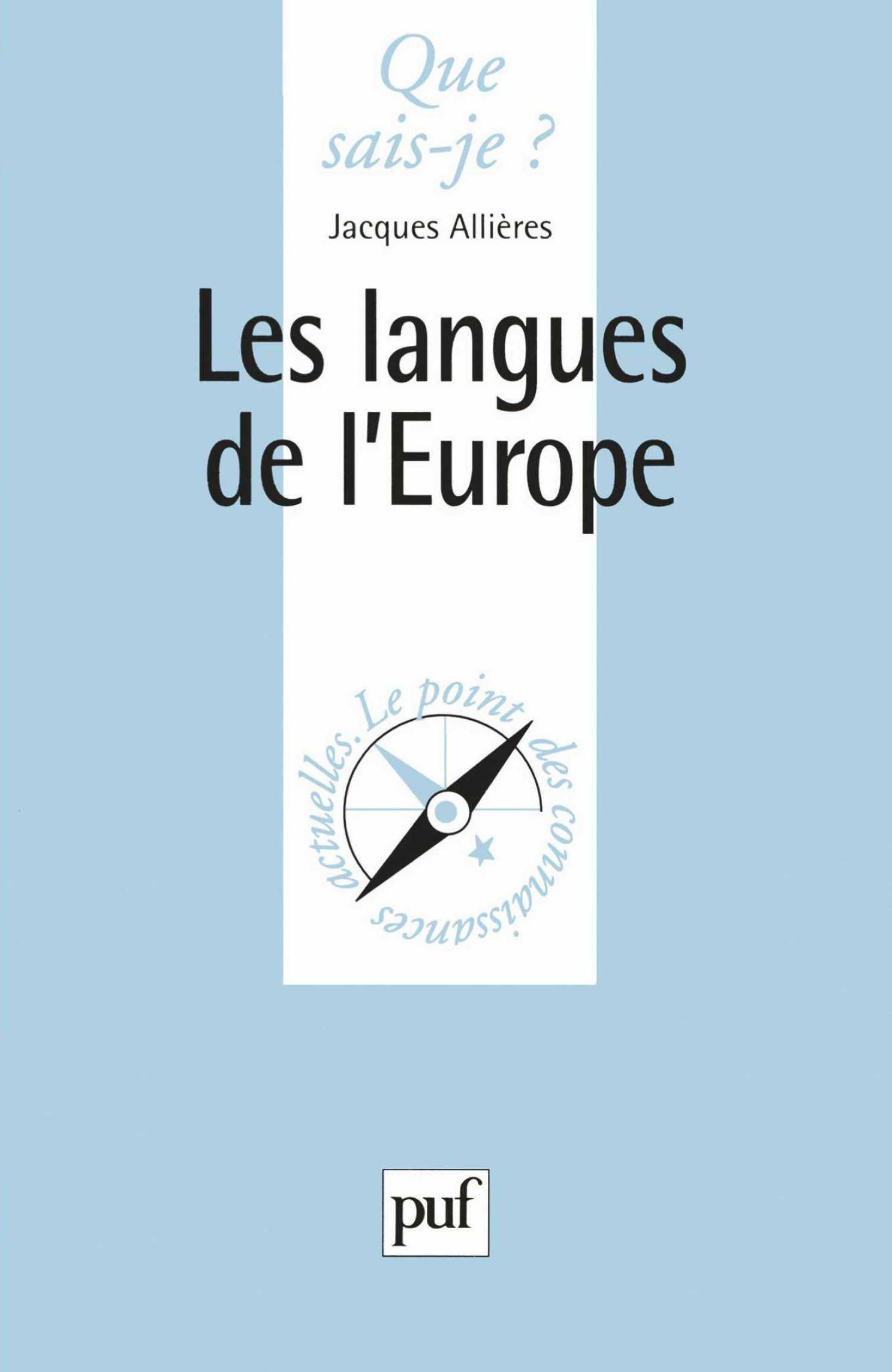
1980-2000
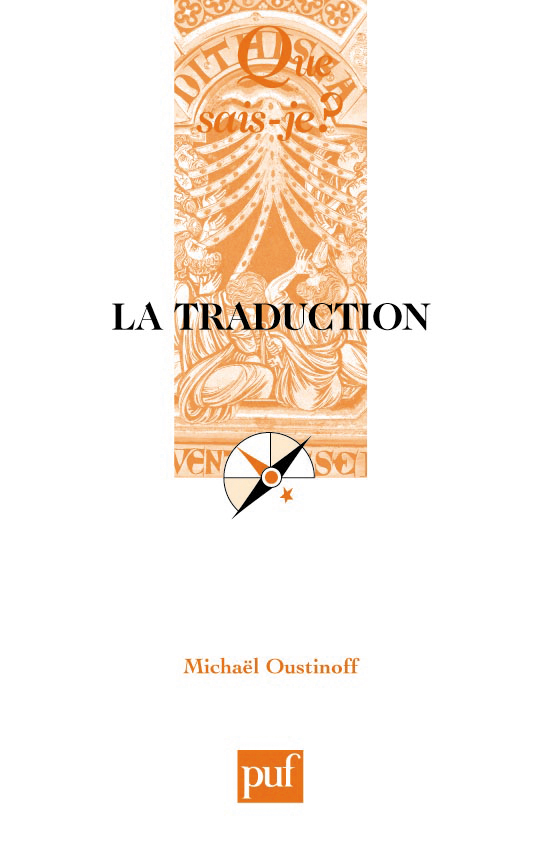
2000-2007
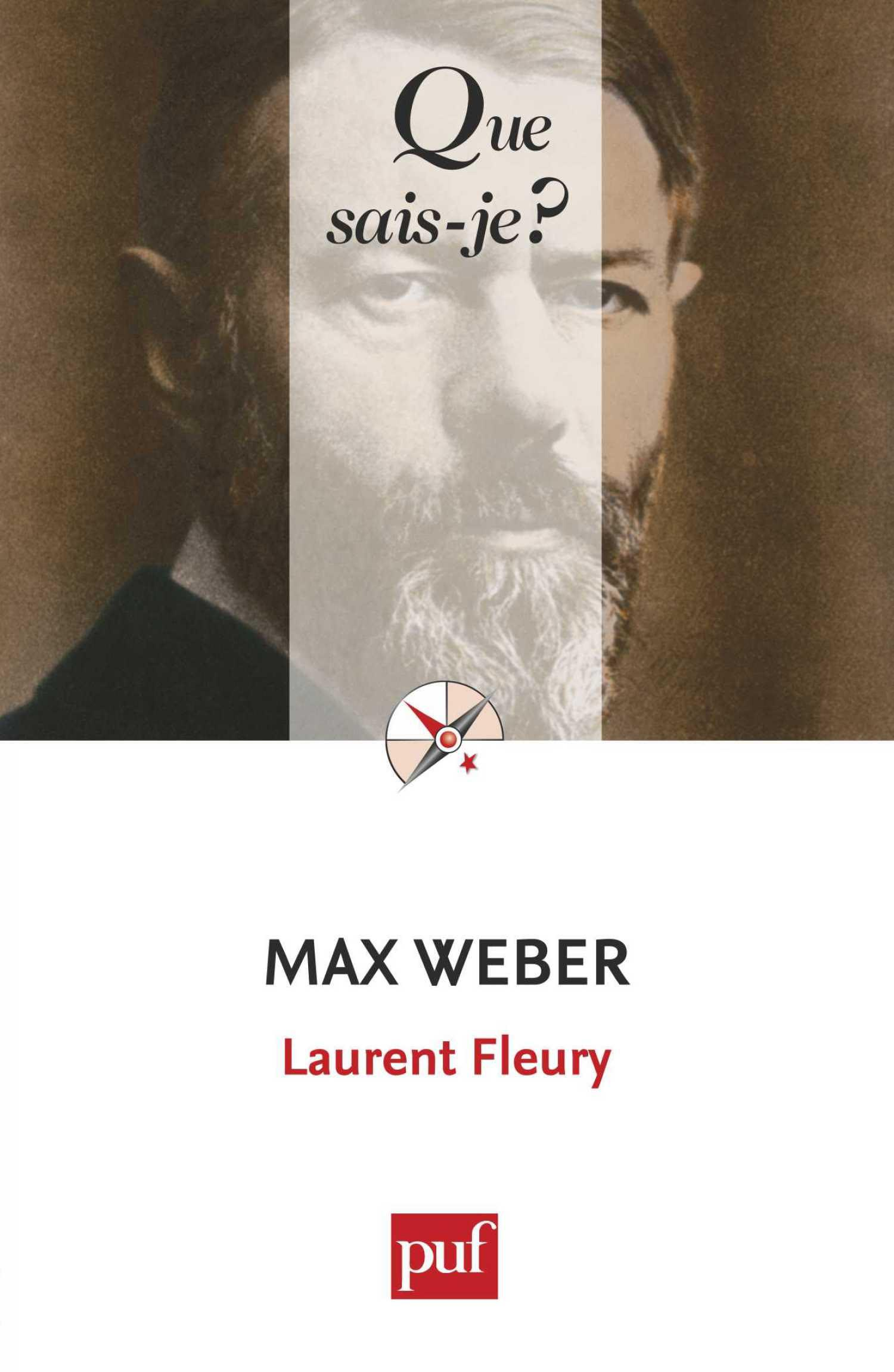
2007-2016
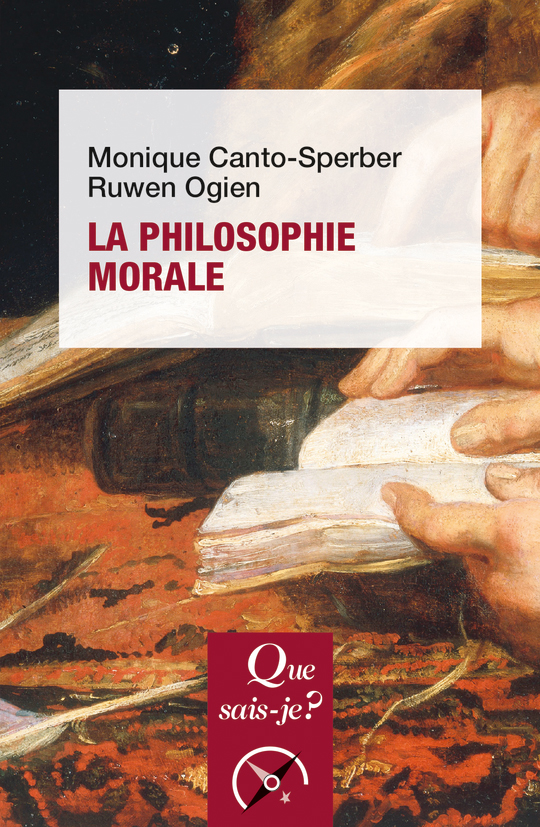
Depuis 2017

### Marque
L'ISSN de « Que sais-je ? » est 0768-0066.
D’abord technique, la contrainte du format est aujourd'hui devenue un défi imposé aux auteurs censés être en mesure de transmettre leur savoir de la façon la plus synthétique possible.
Poursuivant la même tradition, le catalogue actuel donne la parole aux meilleurs universitaires, aux spécialistes reconnus et aux penseurs importants de notre temps, issus des plus hautes institutions (Collège de France, École normale supérieure, Sorbonne, etc.) ou de la société civile. Parmi les plus connus : Alexandre Adler, Georges Bensoussan, Malek Chebel, Jean-Michel Déprats, Guillaume Erner, Claude Hagège, Olivier Houdé, Alain de Libera, Xavier Niel, Thomas Römer, Renaud Van Ruymbeke, Alain Supiot, Jacques Vergès, Frédéric Worms...
Au format numérique, la collection est disponible contre paiement sur le portail Cairn.

### Séries
Le format uniforme des « Que sais-je ? » masque une diversité de formes. Au catalogue, il est notamment possible de distinguer plusieurs séries :
- l'encyclopédie en tant que telle, composée de monographies réparties en 10 grandes disciplines, qui couvrent tous les champs du savoir : droit-politique, économie, histoire-géographie, art, lettres, philosophie, psychologie, religions, sciences et société[1].
- « Les 100 mots… » : lancée en 2005 avec Les 100 mots de l'économie, cette série réunit des mini-dictionnaires pour découvrir un domaine ou le vocabulaire d’une discipline, mais aussi des abécédaires insolites[14] ou des parcours sensibles et subjectifs[15]. Comptant plus de 80 titres au catalogue 2017, elle est déclinée : « Les 100 dates… », « Les 100 lieux… », « Les 100 histoires… », etc.
- des biographies : Platon (no 2010), Nietzsche (no 2042), Homère (no 2218), René Descartes (no 3967), Shakespeare (no 4033), Simone Weil (no 4037), etc.
- des lexiques : Vocabulaire psychologique et psychiatrique (no 2739), Vocabulaire de l'islam (no 3653), Lexique de droit constitutionnel (no 3655), Lexique des symboles chrétiens (no 3697), Lexique des symboles de la mythologie grecque (no 4060), etc.
- des anthologies : Textes constitutionnels français (no 2022), Textes constitutionnels étrangers (no 2060), etc.
- « ‟Que sais-je ?” en 1 heure » : livres audio lus par des comédiens (Fanny Cottençon, Thibault de Montalembert, Dominique Pinon…).

## Format
Des collections similaires ont été créées par d'autres éditeurs : « Repères » chez La Découverte, « Clefs » chez Montchrestien, « Le savoir suisse » aux Presses polytechniques et universitaires romandes, « Very Short Introductions » chez Oxford University Press, « Collection 128 » chez Armand Colin, « Wissen » chez C.H. Beck, « Découvertes » chez Gallimard.

## Dans la culture collective

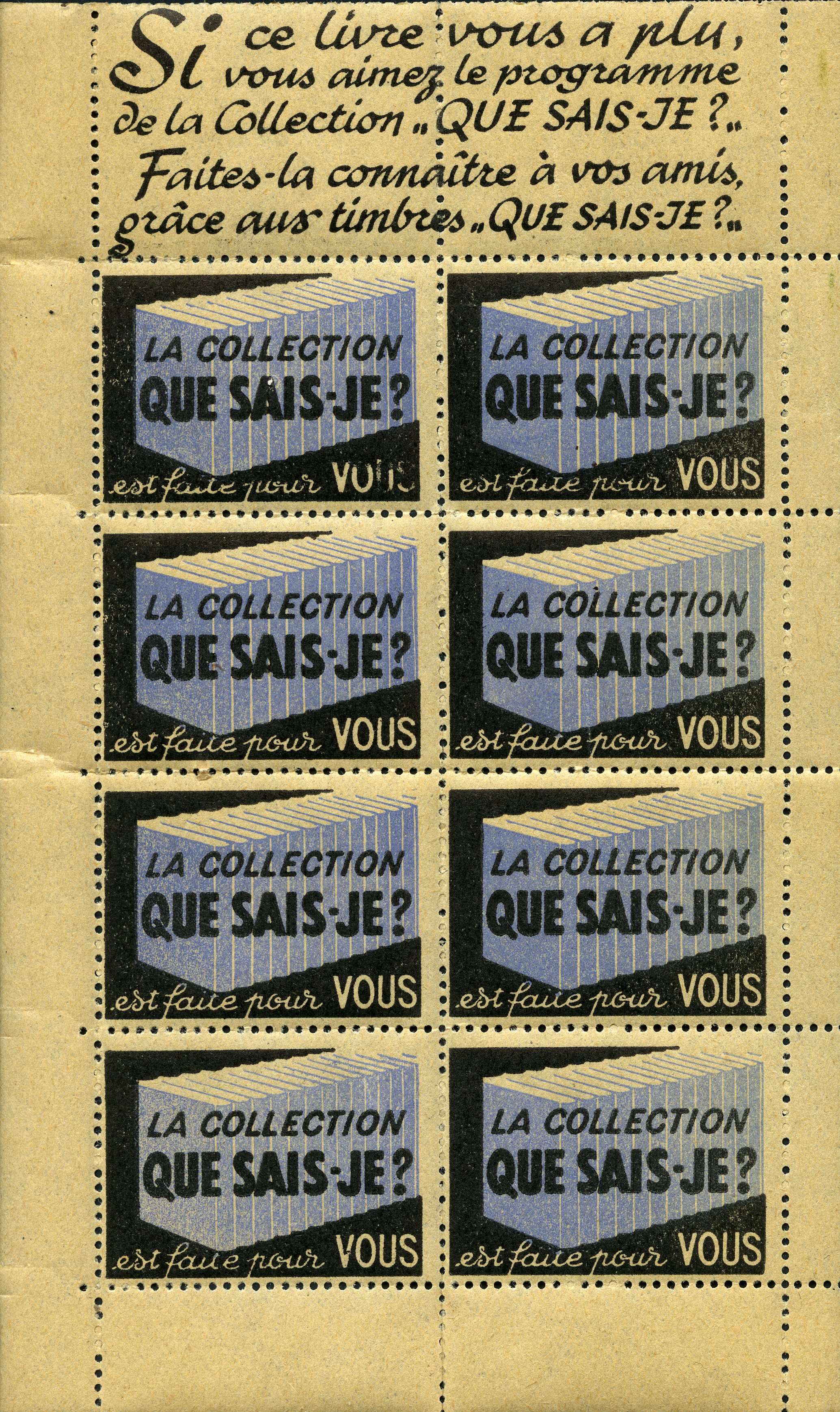
Timbres « Que sais-je ? »

Dans le film Tchao Pantin (1983) de Claude Berri, le personnage de Youseff Bensoussan cache son argent dans ses « Que sais-je ? ».
Dans le film La Sentinelle d’Arnaud Desplechin, le personnage de Mathias Barillet se procure des « Que sais-je ? » chaque fois qu'il se pose une question.
Dans Tentative d’épuisement d’un lieu parisien, Georges Perec note qu'il voit passer un camion « Que sais-je ? » sur la place Saint-Sulpice.
De nombreux artistes contemporains ont pris « Que sais-je ? » pour motif ou comme base à leurs travaux : Miller Levy, Mark Clare, Alice Lescanne & Sonia Derzypolski, Séverine Colmet Daâge…

## Liste des titres parus
La collection, assez opportuniste (elle est sous-titrée « le point des connaissances actuelles »), n'a jamais eu pour ambition d'offrir un panorama absolument complet du savoir humain. Elle a d'ailleurs eu du mal à classer la grande variété de ses volumes selon leur contenu ; par exemple, la couleur des couvertures semble aléatoire, et n'a pas été choisie en fonction des différentes branches du savoir. Le « Catalogue général de la collection » a d'abord été publié sur les pages de couvertures, sur trois ou quatre colonnes. On a pu ensuite le trouver, imprimé sur un cahier spécial, à la fin de certains exemplaires. Dans les années 1970-80, de grands placards plastifiés étaient consultables sur les points de vente, offrant des listes des titres classés dans l'ordre numérique ou alphabétique.
Un Index thématique général est paru en 1994 hors collection (528 pages) : il est organisé par disciplines, époques (et événements), sigles et comporte une liste alphabétique renvoyant à ces différentes sections. Cet index comporte plus de 20 000 entrées correspondant à des noms propres, concepts, doctrines et écoles. Un Répertoire bibliographique « Que sais-je ? » est également paru hors collection en 1996 (158 pages ; réédition 1997). Plus simple, il se présente comme une table thématique d'environ 36 000 entrées (noms propres ou noms communs), suivie d'une liste des titres en ordre numérique. Mais n'y ont été indexés que les volumes en vente à cette date et dans leur dernier état, soit seulement la moitié des titres réellement parus (à l'époque, la collection comptait 3 100 numéros).
De nombreux volumes ont été réédités à l'identique ou mis à jour, mais un certain nombre ont été réécrits par de nouveaux auteurs, parfois sous un autre titre et avec de profondes modifications. Toutefois, le thème associé à un numéro demeure sensiblement le même. À titre d’exemples :
- le numéro 1, Les étapes de la biologie de Maurice Caullery en 1941 est devenu Histoire de la biologie de Jean Théodoridès en 1965, lequel a connu au moins sept éditions ;
- le numéro 3, Les certitudes du hasard de Marcel Boll en 1941, qui a connu au moins six éditions, est devenu La probabilité, le hasard et la certitude de Paul Deheuvels en 1982 qui a lui-même connu, depuis cette date, au moins quatre éditions.
- le numéro 60, La guerre des matières premières, de Henry Peyret (1944), a été remplacée par La stratégie du fer (1960), du même auteur. Il n'a plus été réédité.

Ainsi, une majorité de numéros ont complètement disparu, à la suite de l'évolution de la science ou de la technique. Le pilotage des avions (no 348, 1949) aurait demandé de constantes mises à jour, et une illustration appropriée que les « Que sais-je ? » ne pouvaient offrir. Par la suite, le catalogue a été considérablement réduit, se recentrant sur les meilleures ventes, tandis qu'il s'intéressait à de nouveaux sujets plus en rapport avec l'actualité. La liste des titres, qui se veut exhaustive, doit donc être consultée dans cette limite.